# Alamo Scouts
Alamo Scouts – specjalny oddział zwiadu amerykańskiej 6 Armii w czasie wojny na Pacyfiku w ramach II wojny światowej. Oddział ten jest najbardziej znany z udziału w akcji uwolnienia w styczniu 1945 amerykańskich jeńców przetrzymywanych w japońskim obozie w pobliżu miejscowości Cabanatuan w prowincji Nueva Ecija na Filipinach.

## Historia
Jednostka powstała 28 listopada 1943 na Wyspie Fergussona u wybrzeży Nowej Gwinei. Jej zadaniem było prowadzenie dalekiego rozpoznania i działań bojowych na zapleczu wroga na obszarze południowo-zachodniego Pacyfiku. Oddział podlegał bezpośrednio dowódcy 6 Armii, generałowi Walterowi Kruegerowi.
Generał Krueger dążył do stworzenia ochotniczego elitarnego oddziału składającego się z kilkuosobowych zespołów, które mogłyby działać na głębokich tyłach nieprzyjaciela. Pierwszymi zadaniami tych zespołów były misje zwiadowcze na zlecenie dowództwa 6 Armii. Alamo Scouts swą nazwę zawdzięczali związkom Kruegera z miastem San Antonio w Teksasie i jego głębokiemu podziwowi dla obrońców misji Alamo w 1836.
W ciągu pierwszych dwóch lat działalności zwiadowcy odznaczyli się w akcji zwiadowczej na Los Negros (w ramach walk o Wyspy Admiralicji) i podczas operacji uwolnienia 197 alianckich jeńców na Nowej Gwinei. W styczniu 1945 wraz z 6 Batalionem Rangersów wzięli udział w ataku na Cabanatuan, w czasie którego wzięli do niewoli 84 Japończyków przy stratach własnych wynoszących zaledwie dwóch rannych. Podczas tej akcji uwolniono około 500 alianckich jeńców (w większości Amerykanów wziętych do niewoli podczas walk na Corregidorze w 1942).
Alamo Scouts przeprowadzili 106 operacji na tyłach wroga, głównie na Nowej Gwinei i Filipinach bez jakichkolwiek strat śmiertelnych. Oddział został rozwiązany w Kioto w listopadzie 1945, ale dopiero w roku 1986 odtajniono archiwa zawierające zapis jego działalności. 
W roku 1988 były żołnierz Alamo Scouts, sierżant Kittleson, założył w swym rodzinnym mieście Toeterville w stanie Iowa organizację rekonstrukcji historycznej Alamo Scouts, której zadaniem jest nauka historii i szkolenie młodzieży w trudnych, podobnych do bojowych, warunkach terenowych.